# 5570 Kirsan
5570 Kirsan è un asteroide della fascia principale. Scoperto nel 1976, presenta un'orbita caratterizzata da un semiasse maggiore pari a 3,2329531 UA e da un'eccentricità di 0,0686124, inclinata di 10,77108° rispetto all'eclittica.